# Agrionopsis
Agrionopsis (лат.) — род богомолов из семейства Deroplatyidae (ранее в Angelinae из Mantidae). Известен из Африки. Род включает пять видов и был впервые выделен в 1908 году энтомологом Францем Вернером (Franz Werner, 1867—1939), типовой вид Agrionopsis modesta Werner.
От близких групп род отличается следующими признаками: супраанальная пластина треугольная, острая (у сходного рода Srenopyga она округлая или трапециевидная), передняя голень длиннее, примерно на одну треть длины переднего бедра; внутренние апикальные доли передних тазиков расходятся; первый дисковидный шип переднего бедра короче второго.
- Agrionopsis bacilliformis Rehn, 1914
- Agrionopsis brachyptera Beier, 1942
- Agrionopsis congica Giglio-Tos, 1916
- Agrionopsis distanti Kirby, 1899
- Agrionopsis modesta Werner, 1908